# Mamelodi
Mamelodi forma parte del Municipio Metropolitano de la Ciudad de Tshwane y es una zona residencial urbana para negros, instalada durante el gobierno del apartheid de Pretoria y ubicada unos 20 km al este de Tshwane (Pretoria), en Sudáfrica. El asentamiento fue construido en junio de 1953 en Vlakfontein, cuyo nombre tuvo originalmente el nuevo barrio, y estaba previsto solo para habitantes negros. En su principio eran apenas 16 casas construidas para los negros que habían sido expulsados de sus barrios conforme al "Group Areas Act" (Acta de Áreas de Grupo).
El nombre "Mamelodi" significa Madre de melodías, derivado del apodo que dieron los negros al presidente Paul Kruger por su habilidad en silbar e imitar aves.
En los años 1960, los habitantes negros de Tshwane fueron obligados a abandonar la ciudad y establecerse en los suburbios próximos como Mamelodi, Ga-Rankuwa, Soshanguve y Atteridgeville debido al sistema político del Apartheid. El número de habitantes es aproximadamente 1 000 000 de personas.
Mamelodi es a veces llamada la casa de jazz, no solo debido al número de grandes artistas de jazz que ha producido, sino también porque ha sido anfitriona de muchos festivales en su Parque de Moretele.